# Западный театр военных действий Гражданской войны в США
Западный театр военных действий Гражданской войны в США (англ. Western Theater of the American Civil War) изначально включал в себя территорию восточнее реки Миссисипи и западнее гор Аппалачи. К этому театру военных действий не относятся операции на побережье Мексиканского залива и на Атлантическом побережье США, но по мере продвижения армии генерала Шермана на юго-восток от города Чаттануга (штат Теннесси) в 1864 и 1865 годах к Западному театру стали относить и операции армии Шермана в Джорджии, Северной и Южной Каролине.
Западный театр военных действий многие считают важнейшим в Гражданской войне. Конфедерация, имея ограниченные людские ресурсы, была вынуждена защищать большие территории. Целью ударов Федеральных армий были основные пути снабжения и крупные реки, ведущие прямо в земледельческий центр Конфедерации. Контроль над Миссисипи являлся одним из основных принципов стратегического плана Федерации.
Восточный театр приковывал к себе гораздо больше внимания, чем Западный, потому что там были густонаселенные города, столицы, центральные газеты и прославленные полководцы, такие как Роберт Ли и Томас Джексон. Именно поэтому все победы Федеральных войск над южанами прошли относительно незаметно.
Особенностью боевых действий на Западном театре было то, что на протяжении всей войны северяне, в отличие от Восточного театра, действовали здесь в целом успешно. За исключением Битвы при Чикамоге (штат Джорджия) и сражении при Коламбии (штат Теннесси) и нескольких дерзких кавалерийских рейдов, все четыре года на Западном театре войны представляли собой постоянную череду поражений Конфедерации. Практически все самые талантливые генералы северян (Грант, Томас, Шерман и Шеридан) действовали именно на этом театре войны и по уровню превосходили своих оппонентов с юга, за исключением Натаниэля Форреста.

## Ход боевых действий

### Вторжение в Кумберленд
В феврале 1862 года федеральные войска под руководством генерала Улисса Гранта одержали первую серьёзную победу в битве у Форт-Генри 6 февраля. В ходе битвы 17-тысячная армия Гранта с семью судами взяла Форт Генри, который обороняло 3000-4000 конфедератов. Совмещение эффективной работы корабельной артиллерии и неудачного расположения форта, почти полностью затопленного поднявшимися водами реки, принудили командира его гарнизона, бригадного генерала Ллойда Тилмана, капитулировать перед Эндрю Футом перед прибытием основных сил Гранта. После этого началось наступление северян на юг по реке Теннесси. 11 февраля началось сражение при Форт-Донельсоне. Армия Гранта численностью около 24000 человек противостояла армии южан под началом Джон Флойд. 12-14 февраля состоялось несколько небольших атак северян, оказавшихся неудачными. Однако 15 февраля форт был окружён и конфедераты предприняли попытку прорваться из крепости, но несмотря на некоторый успех, в итоге они отступили в Форт-Донельсон.  14-18 февраля были взяты два важных форта южан на реке Теннесси. Общие потери конфедератов превысили 15 тысяч человек. В результате армия южан была вытеснена из западного Теннесси.
Конфедераты, однако, не были деморализованы и попытались взять реванш. После поражения генерал Альберт Сидни Джонстон приказал своей армии отойти в Западную часть Теннесси для реорганизации. Тем временем генерал Генри Халлек приказал Гранту наступать вверх по реке Миссисипи, однако позже ему приказали наступать на юг и в начале апреля Грант встал лагерем на берегу реки у Питтсберг-Лэндинга. Халек направил на соединение с Грантом Огайскую армию Бьюэлла, подчинённую первому. После соединения армий Халек предполагал наступать на юг, к дороге Мемфис-Чарльстон, основной коммуникации между Долиной Миссисипи и Ричмондом. Тем временем Грант не позаботился о строительстве укреплений и решил не расставлять посты. В это же время Миссисипская армия Джонстона успела сконцентрироваться и теперь стояла у Коринфа, в 20 милях к югу от Питтсберг-Лэндинга. Альберт Джонстон принял решение атаковать противника до подхода Огайской армии. Ночь на 6 апреля Миссиссипская армия провела в лагере, всего в 3 километрах от позиций противника.
В первый день сражения Джонстон попытался отбросить северян от реки Теннесси и загнать врага в болота. Предполагалось, что армия Гранта будет разбита до подхода Огайской армии, однако в ходе сражения боевые порядки южан нарушились и Гранту удалось отвести свои войска в северо-западу от Теннесси, к местечку Питтсбург-Лендинг, а не к западу от реки, как планировали конфедераты.

### Виксбергская кампания
Весной-летом 1863 года армия генерала Гранта осуществила наступление на противостоящую армию конфедератов. В ряде сражений южане были разбиты, после чего, в июле месяце, северяне взяли важнейшие порты на Миссисипи Виксберг и Порт Хадсон. Таким образом, территория Конфедерации была рассечена надвое.

### Теннессийская кампания
Южане, однако, снова попытались контратаковать противника. В сентябре 1863 года им удалось ценой огромных потерь буквально вырвать победу в битве при Чикамоге, однако в ноябре конфедераты были вновь разбиты в сражении при Чаттануге, после чего на это театре боевых действий установилось затишье.

### Кампания 1864 года

#### Битва за Атланту
Весной 99-тысячная армия генерала Шермана начала наступление на город Атланту, важнейший промышленный центр, имевший большое экономическое и стратегическое значение. Атланту обороняла армия южан под командованием генерала Джозефа Игглстона Джонстона. В ходе многомесячных ожесточенных боев южане вынуждены были отступать, вследствие чего генерал Джонстон был заменен на генерала Джорджа Белла Худа. Худ решительно атаковал противника, однако в ряде сражений его армия была обескровлена, после чего южане отошли на юг и Атланта была взята северянами.

### Завершение войны
Шерман с большей частью своей армии отправился в рейд к Атлантическому океану, оставив, однако, крупные силы на Западе. В декабре южане предприняли последнюю попытку наступления - в сражении при Коламбии им удалось нанести поражение армии северян под командованием Скофилда, однако затем конфедераты снова были разбиты в сражении при Франклине. В этой битве погибло множество бригадных генералов, в том числе и Патрик Клеберн. Вскоре конфедераты потерпели поражение в битве при Мёрфрисборо, а затем Армия Теннесси была окончательно разбита войсками Союза в битве при Нэшвилле. В результате этих поражений, армия южан на Западе прекратила своё существование как организованная сила. Победа Натана Форреста в сражении при Энтони-Хилл уже не имела никакого значения, разве что давала разрозненным остаткам Теннессийской армии возможность организованно отступить.
Северяне окончательно разбили остатки войск южан в битве при Селме.